# Placozoa
Placozoa (/plækəˈzoʊə/) hay động vật hình tấm là một dạng cơ bản động vật không xương sống. Chúng là những cấu trúc đơn giản nhất trong tất cả các động vật đa bào (không ký sinh), được phân vào phân giới Parazoa. Ngoài ra một số tài liệu đặt chúng vào phân giới Agnothozoa. Đến nay, ngành này có 3 loài duy nhất, Trichoplax adhaerens, Hoilungia hongkongensis và Polyplacotoma mediterranea, sự đa dạng di truyền có khả năng cho thấy còn có nhiều loài có hình thái tương tự. Lần đầu tiên được phát hiện vào năm 1883 bởi các nhà động vật học người Đức, Franz Eilhard Schulze (1840-1921) và từ những năm 1970 có hệ thống hơn, phân tích bởi nhà vi sinh vật học người Đức, Karl Gottlieb Grell (1912-1994), một tên thông thường cho đơn vị phân loại chưa tồn tại, tên khoa học theo nghĩa đen có nghĩa là "động vật phẳng".
Placozoa chỉ có bốn loại tế bào nên cơ thể rất đơn giản có hình một cái đĩa nhỏ. Dù vậy, đó vẫn là một cơ thể thực thụ.
Một số tế bào ở mặt dưới được chuyên hóa cho chức năng tiêu hóa; số khác có roi giúp cho sinh vật di chuyển. Có ít thông tin về thức ăn của chúng trong môi trường hoang dã, nơi chúng sống hoặc sinh cảnh tự nhiên của chúng.

## Phân loại học
Ngành Placozoa được chia thành một họ là Trichoplacidae (đặt tên bởi Bütschli & Hatschek vào năm 1905). Loài đầu tiên được tìm thấy tại một bể cá nước biển ở Viện Động vật học ở Graz, Áo. Là loài Trichoplax adhaerens đặt tên bởi Franz Eilhard Schulze vào năm 1883 . Chúng có tên đồng nghĩa là Trichoplax reptans.
Hoilungia hongkongensis và Polyplacotoma mediterranea là 2 loài cuối cùng được tìm thấy vào năm 2017.